# Aneides
Aneides es un género de anfibios caudados de la familia Plethodontidae. Lo forman seis especies de salamandras autóctonas de Norteamérica.

## Especies
- Aneides aeneus (Cope y Packard, 1881).
- Aneides ferreus Cope, 1869. foto
- Aneides flavipunctatus (Strauch, 1870).
- Aneides hardii (Taylor, 1941).
- Aneides lugubris (Hallowell, 1849).
- Aneides vagrans Wake y Jackman, 1999. foto